# 富士インターチェンジ
富士インターチェンジ（ふじインターチェンジ）は、静岡県富士市にある東名高速道路と西富士道路のインターチェンジである。両道路を接続するジャンクションの機能を兼ねる。
また、高速バスの東名富士バスストップについても本項で記述する。

## 概要
東名高速道路のインターチェンジとして供用を開始し、その後国道139号のバイパスとして開通した西富士道路と繋がり、現在では高速道路と一般道の主要路線が連結した交通要衝を形成する。
富士市と富士宮市が属する都市圏は元より、広域を占める富士山とその西麓沿線への起終点として、東部の御殿場ICあるいは北部の中央自動車道河口湖ICと同様に、富士周遊における拠点性を持つ。
当ICは西日本方面からの利便性がよく、主に富士山周辺を結ぶ高速バスの多くはここから一般道と乗降する経路を採用している。
後に開通した新東名高速道路新富士ICはその本出入口より内陸側に移っており、さらに市北部や裾野市を横断する国道469号が手近に開通したことでより富士山南麓方面への利便性が向上した。2地点は西富士道路にて相互連絡し、インターチェンジにおける交通動向は目的地別による通行車両の分散化を現すようになった。

## 歴史
- 計画時は吉原市だった為インターチェンジ名は吉原インターチェンジ

- 1968年4月25日 : 東名高速道路 富士IC - 静岡IC間開通に伴い供用開始
- 1969年3月31日 : 東名高速道路 御殿場IC - 富士IC間開通
- 1969年6月10日 : 東名ハイウェイバス運行開始に伴い富士BS開設
- 1982年4月2日 : 西富士道路 富士IC - 小泉IC間開通

## 道路
- E1 東名高速道路（9番）
- 西富士道路

## 接続する道路
東名高速道路
- 西富士道路

西富士道路
- 東名高速道路
- 国道139号（一般道）
- 静岡県道353号田子浦港富士インター線
- 静岡県道414号富士富士宮線[2]

## 料金所
- ブース数 : 9

### 入口
- ブース数 : 3
  - ETC専用 : 1
  - ETC/一般 : 1
  - 一般 : 1

### 出口
- ブース数 : 6
  - ETC専用 : 2
  - 一般 : 4

## 周辺

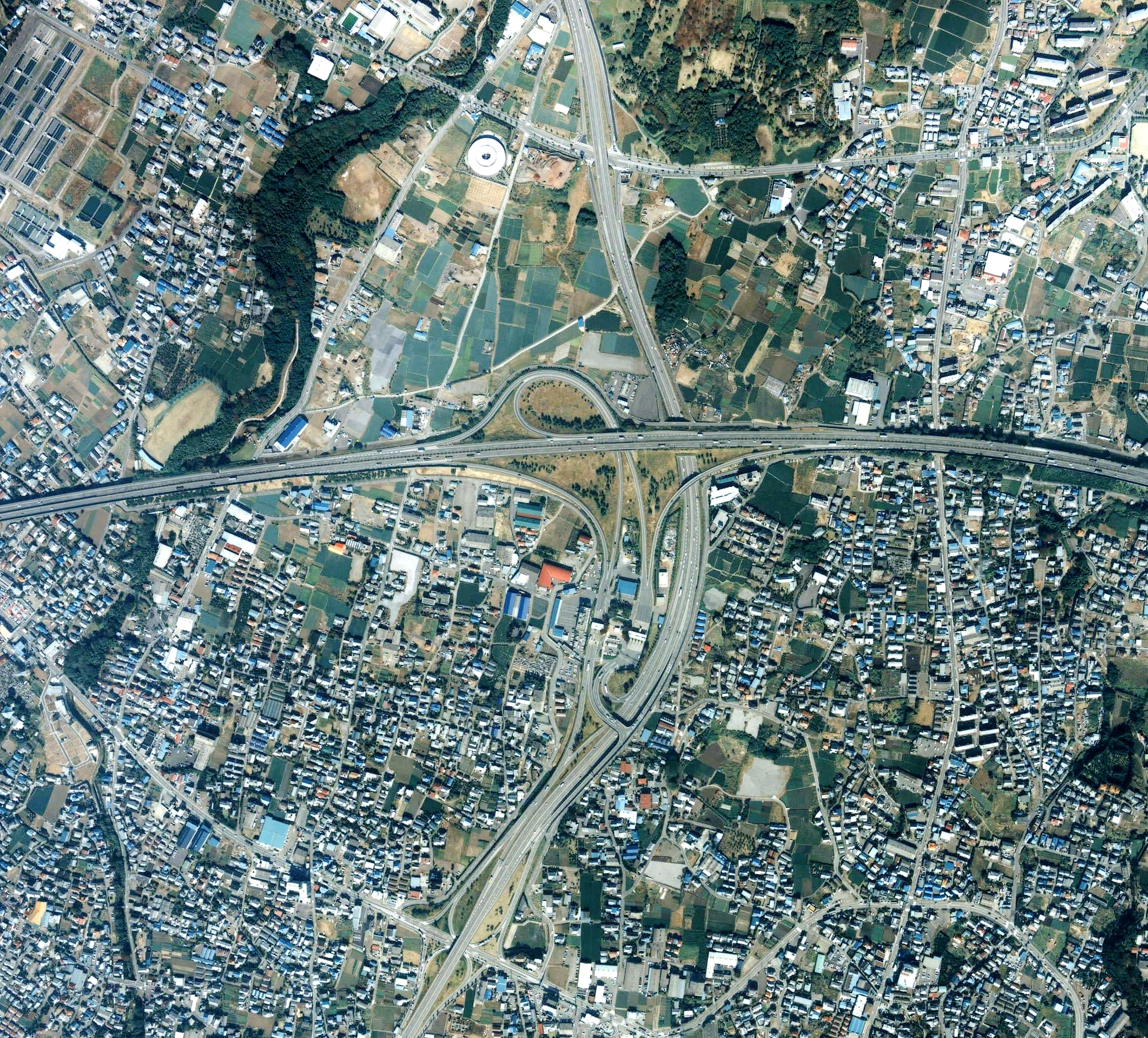
インターチェンジ一帯。東名高速（東西）と西富士道路（南北）が交差する。

以下は市街区域に所在するものを列挙し、富士山方面については同方面の最寄出入口となる西富士道路小泉ICを参照。
公共施設
- 富士市役所
- 富士市文化会館ロゼシアター
- 富士市産業交流展示場
- 富士市立伝法小学校
- 富士市立吉原第一中学校

景勝
- 岩本山公園
- 田子の浦港
- 富士と港の見える公園

鉄道駅
- 吉原本町駅（岳南電車岳南線）
- 新富士駅（東海道新幹線）
- 富士駅（東海道本線・身延線）

その他
- 富知六所淺間神社
- イオンタウン富士南
- 道の駅富士（国道1号）
- 吉原中央駅（バスターミナル）

## 隣
E1 東名高速道路
(8) 沼津IC - (8-1) 愛鷹PA/SIC - (9) 富士IC - (9-1) 富士川SA/SIC - 由比PA - (9-2) 清水JCT - (10) 清水IC
西富士道路
富士IC - 広見IC -新富士IC -小泉IC

## 補足
- 以前は中日本高速道路東京支社の管理事務所である富士保全・サービスセンターが併設されていたが、新東名高速道路の開通に際し新富士ICに移設された。
- 新東名高速道路開通に伴う東名高速道路の利用交通量の減少率が各インターチェンジ中で最大となったが、対する新富士ICの交通量は同路線中最多であった[4]。
- 東名高速道路が台風などの気象現象に伴い沿岸部に接する由比PA付近が高波の影響を受ける場合、当該区間の両端である本出入口-清水JCT間が通行止めとなる。

## 富士バスストップ

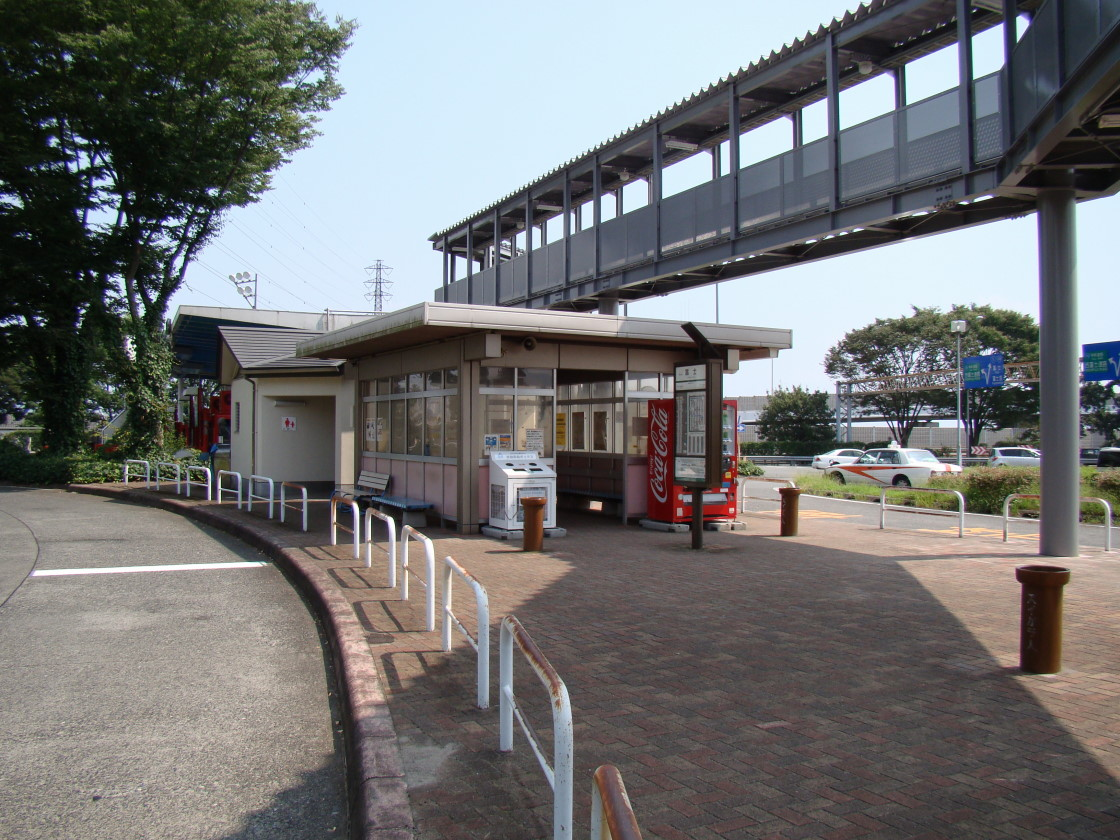
富士バスストップ（2008年9月）

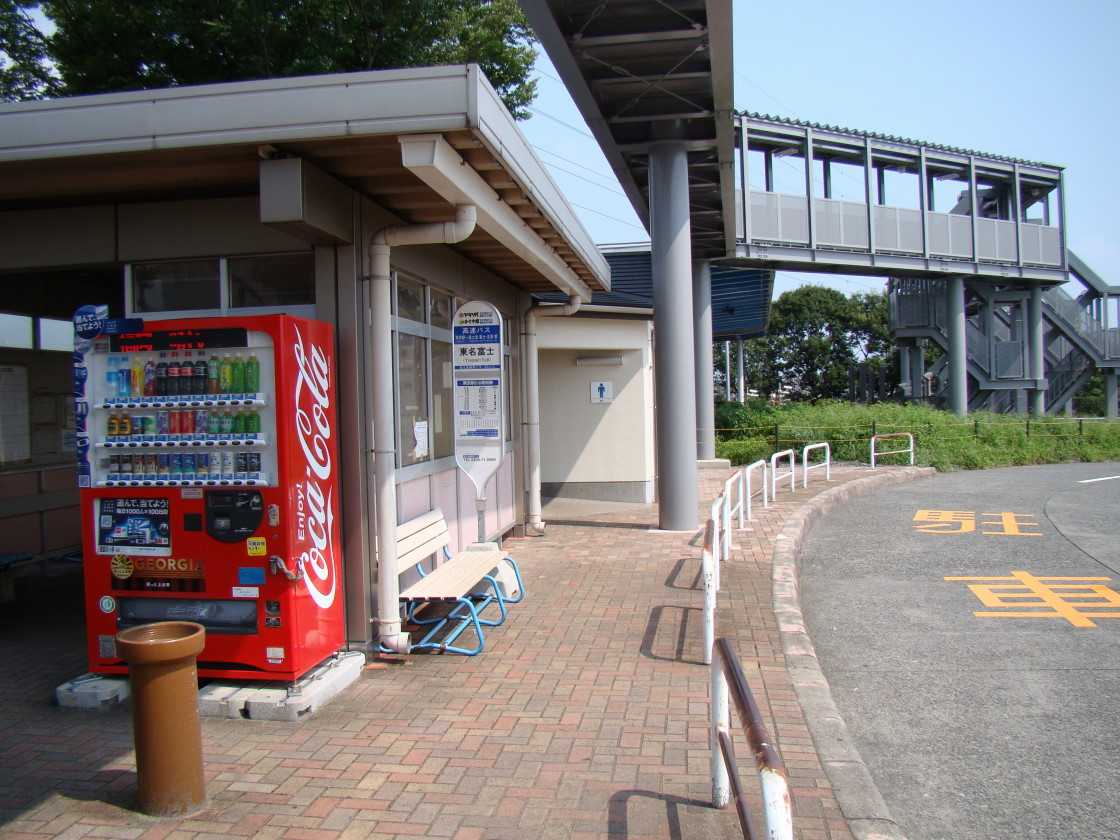
ヤキソバEXPRESS・かぐや姫EXPRESS乗り場（2008年9月）

富士バスストップ（ふじバスストップ）は、東名富士インターに併設するバス停留所 (BS) である。
旅客案内上では『東名富士』（とうめいふじ）と呼称される。

### 停車ハイウェイバス系統
- 東名ハイウェイバス（JR東海バス・JRバス関東・JRバステック）全便
- ヤキソバEXPRESS・かぐや姫EXPRESS・ミッドナイトふじ（富士急静岡バス）『富士・富士宮⇔東京線』各全便

### バス停施設
- 待合室
- 公衆電話
- 公衆トイレ
- 自動販売機
- 駐車場（送迎用）

### 乗り換え
路線バス
- 富士急静岡バス 『伝法二丁目』バス停（県道414号沿い徒歩7分）

タクシー
- 富士インタータクシーのりば

乗り場はバス停に併設されており、富士市または富士宮市のタクシー会社が乗り入れている。

### 補足
- 富士ICを乗降する高速バスのうち本停留所を通過する路線があるが、富士急ハイランドなど山梨方面を発着する便には新富士駅や富士駅など市内の停留所へ停車する便も多い[5]。
- 富士急静岡バスの鷹岡車庫または富士宮営業所を利用したパークアンドライドが可能である（駐車場は予約制）[6]。

### 隣接するバスストップ
東名ハイウェイバス
中里BS - 富士BS - 松岡BS
東海道昼特急号
御殿場BS - 富士BS - 静岡BS
ヤキソバEXPRESS
江田BS - 富士BS - 鷹岡車庫/富士宮市役所
かぐや姫EXPRESS
江田BS - 富士BS - 昭和通り
ミッドナイトふじ
江田BS - 富士BS - 新富士駅